# Fournes-Cabardès
Pour les articles homonymes, voir Fournes.
Fournes-Cabardès  est une commune française située dans le Nord du département de l'Aude dans le Languedoc, en région Occitanie.
Sur le plan historique et culturel, la commune fait partie de la montagne Noire, un massif montagneux constituant le rebord méridional du Massif central. Exposée à un climat méditerranéen, elle est drainée par l'Orbiel, le ruisseau de la Ceize, le ruisseau de la Grave et par divers autres petits cours d'eau. La commune possède un patrimoine naturel remarquable : un site Natura 2000 (les « gorges de la Clamoux ».
Fournes-Cabardès est une commune rurale qui compte 52 habitants en 2022, après avoir connu un pic de population de 263 habitants en 1831. Elle fait partie de l'aire d'attraction de Carcassonne. Ses habitants sont appelés les Fournois ou  Fournoises.

## Géographie

### Localisation
Fournes-Cabardès est située en pays du Cabardès à 22 km au nord de Carcassonne et 17 km de la vallée de l'Aude qui arrose cette dernière.
L'Orbiel, affluent de l'Aude, coule localement du nord au sud et sert de limite de communes sur 1,1 km au sud-est de la commune avec Les Ilhes puis avec Lastours.
Le point le plus haut est la Serre de Montredon au nord de la commune, à 856 m d'altitude. Le mont Simel à l'est atteint 683 m d'altitude. Le point le plus bas est 217 m au sud dans la vallée de l'Orbiel, à l'endroit où celui-ci quitte la commune.

### Communes limitrophes
Les communes limitrophes sont Cabrespine, Les Ilhes, Labastide-Esparbairenque, Lastours, Limousis et Trassanel.

### Géologie et relief
L'altitude de la commune varie entre 217 et 851 mètres.
Fournes-Cabardès se situe en zone de sismicité 1 (sismicité très faible).

### Hydrographie
La commune est dans la région hydrographique « Côtiers méditerranéens », au sein du bassin hydrographique Rhône-Méditerranée-Corse. Elle est drainée par l'Orbiel, le ruisseau de la Ceize, le ruisseau de la Grave, le ruisseau de Courribiès, le ruisseau de l'Abessenc, le ruisseau de la Grave, le ruisseau de la Millanquière, le ruisseau de Montredon, le ruisseau de Rémol, le ruisseau du Champ du Bosc, le ruisseau du Tartier et le ruisseau du Teillé, qui constituent un réseau hydrographique de 15 km de longueur totale,.
L'Orbiel, d'une longueur totale de 40,9 km, prend sa source dans la commune de Mazamet et s'écoule vers le sud. Il traverse la commune et se jette dans l'Aude à Trèbes, après avoir traversé 14 communes.
Le ruisseau de la Ceize, d'une longueur totale de 11,8 km, prend sa source dans la commune et s'écoule vers le sud. Il traverse la commune et se jette dans la Clamoux à Villegly, après avoir traversé 7 communes.

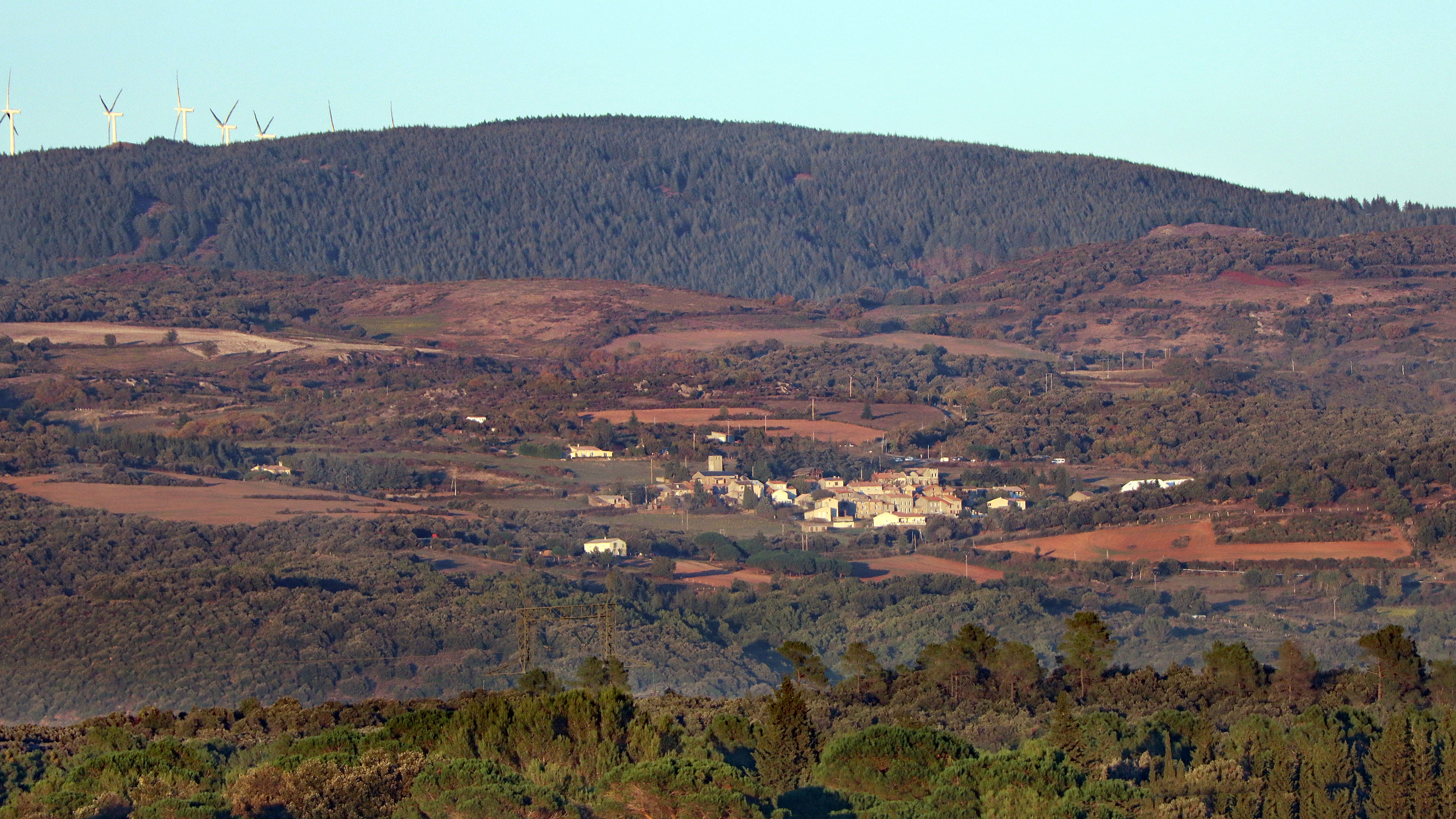
Vue depuis le sud.
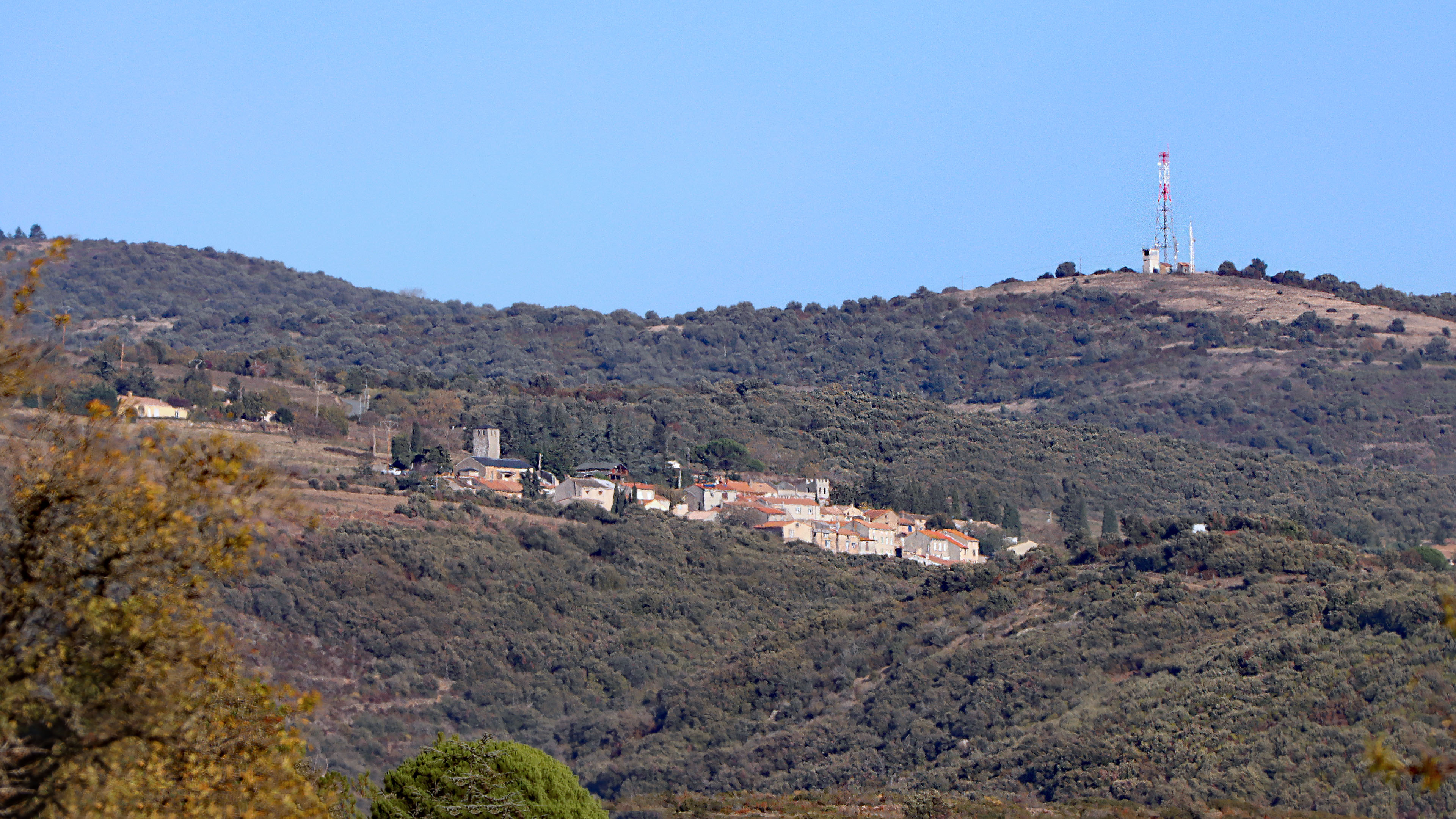
Au loin le Moun Simel et sa vigie incendie.
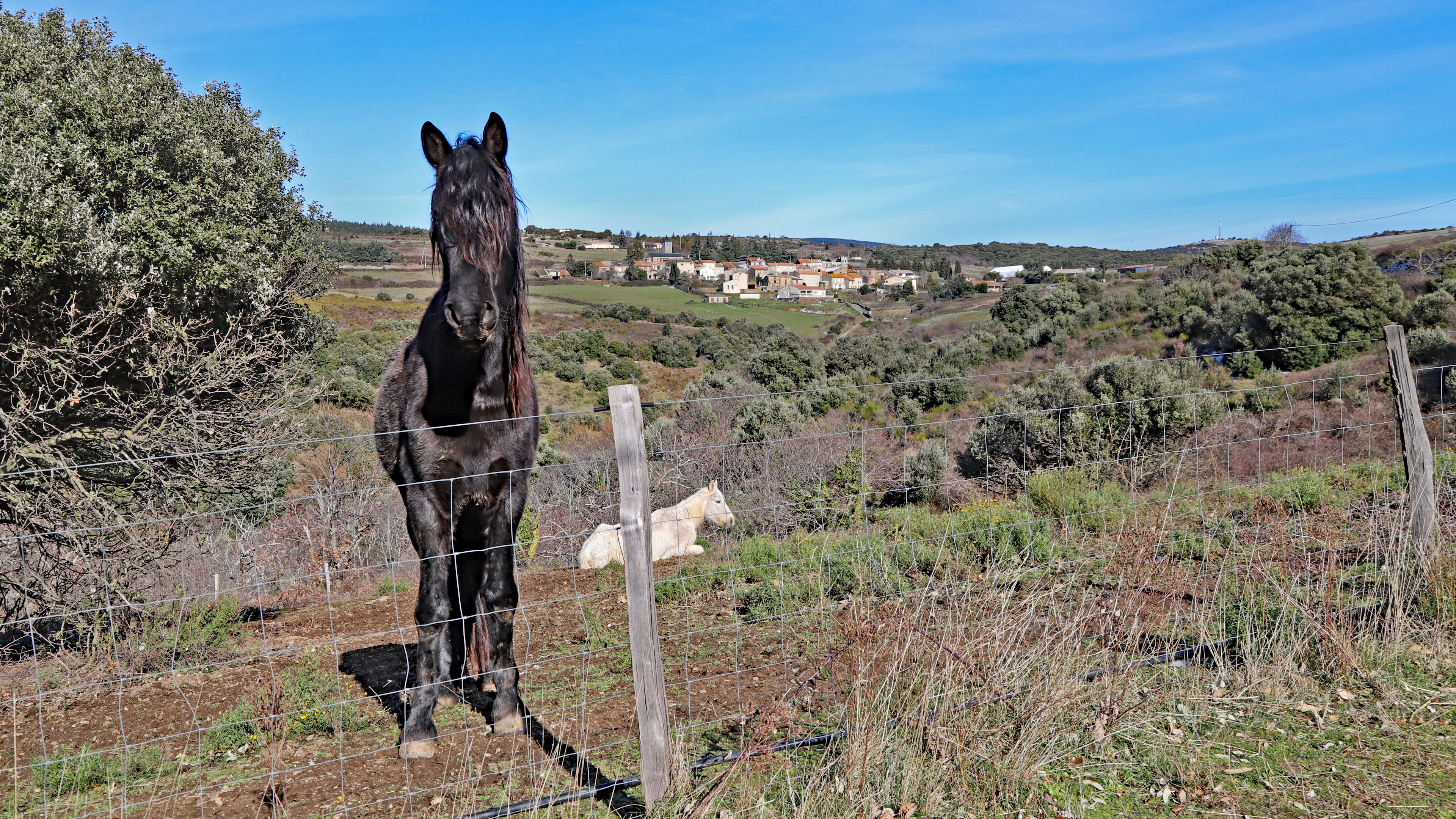
Chevaux à Fournes-Cabardès.
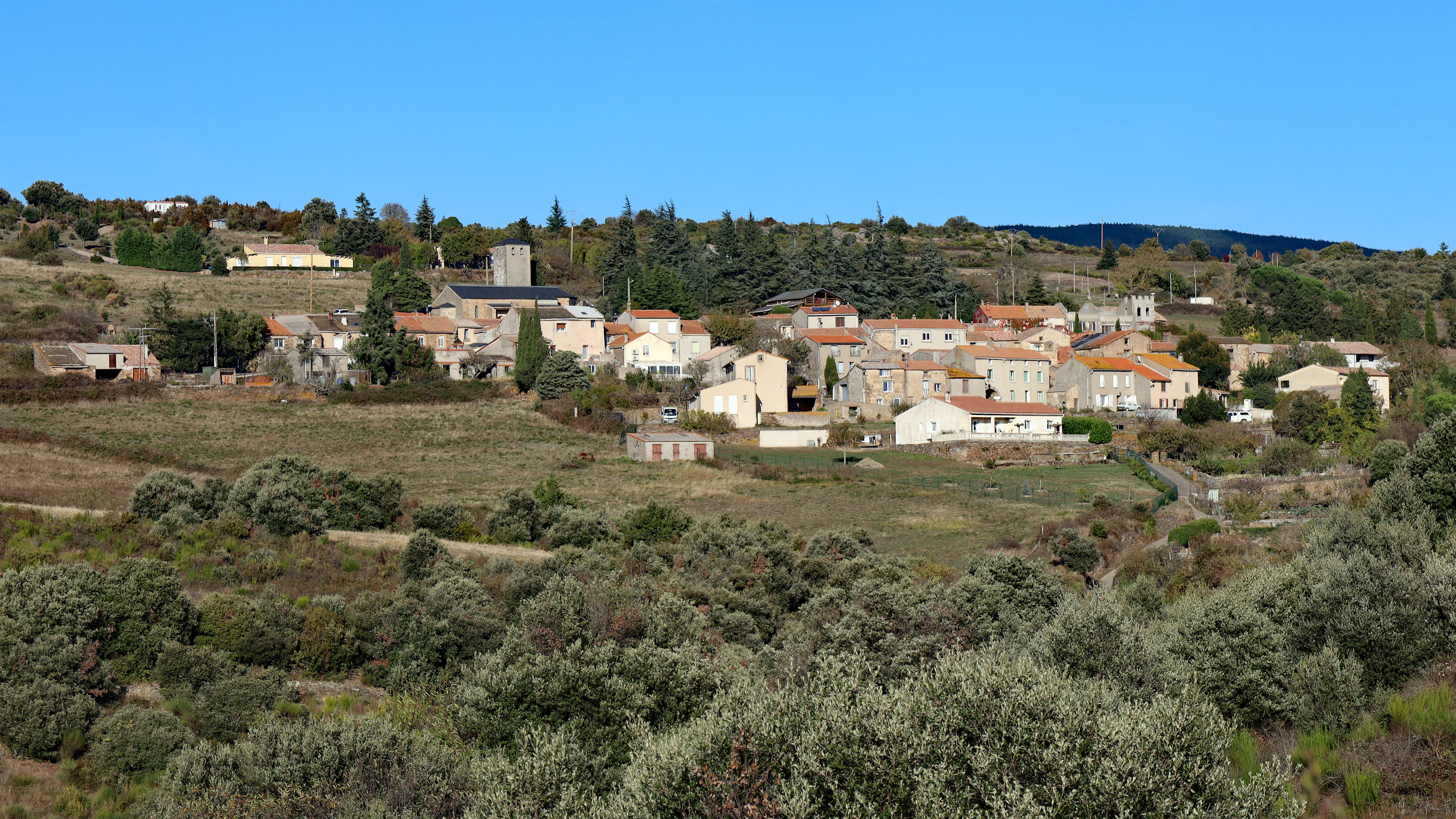
Le village en 2023.

### Climat
Pour des articles plus généraux, voir Climat de l'Occitanie et Climat de l'Aude.
En 2010, le climat de la commune est de type climat océanique altéré, selon une étude s'appuyant sur une série de données couvrant la période 1971-2000. En 2020, Météo-France publie une typologie des climats de la France métropolitaine dans laquelle la commune est toujours exposée à un climat océanique altéré et est dans la région climatique Provence, Languedoc-Roussillon, caractérisée par une pluviométrie faible en été, un très bon ensoleillement (2 600 h/an), un été chaud (21,5 °C), un air très sec en été, sec en toutes saisons, des vents forts (fréquence de 40 à 50 % de vents > 5 m/s) et peu de brouillards.
Pour la période 1971-2000, la température annuelle moyenne est de 11,9 °C, avec une amplitude thermique annuelle de 15,4 °C. Le cumul annuel moyen de précipitations est de 1 136 mm, avec 11,4 jours de précipitations en janvier et 5,7 jours en juillet. Pour la période 1991-2020, la température moyenne annuelle observée sur la station météorologique la plus proche, située sur la commune  à 0 km à vol d'oiseau, est de 0,0 °C et le cumul annuel moyen de précipitations est de 0,0 mm,. Pour l'avenir, les paramètres climatiques de la commune estimés pour 2050 selon différents scénarios d’émission de gaz à effet de serre sont consultables sur un site dédié publié par Météo-France en novembre 2022.

### Milieux naturels et biodiversité

#### Réseau Natura 2000
Le réseau Natura 2000 est un réseau écologique européen de sites naturels d'intérêt écologique élaboré à partir des directives habitats et oiseaux, constitué de zones spéciales de conservation (ZSC) et de zones de protection spéciale (ZPS). Un site Natura 2000 a été défini sur la commune au titre de la directive habitats : les « gorges de la Clamoux », d'une superficie de 861 ha, abritent, à différentes étapes de leur cycle biologique, neuf des onze espèces de chauves-souris d'intérêt communautaire recensées dans le domaine méditerranéen.

## Urbanisme

### Typologie
Au 1er janvier 2024, Fournes-Cabardès est catégorisée commune rurale à habitat très dispersé, selon la nouvelle grille communale de densité à 7 niveaux définie par l'Insee en 2022.
Elle est située hors unité urbaine. Par ailleurs la commune fait partie de l'aire d'attraction de Carcassonne, dont elle est une commune de la couronne,. Cette aire, qui regroupe 115 communes, est catégorisée dans les aires de 50 000 à moins de 200 000 habitants,.

### Occupation des sols
L'occupation des sols de la commune, telle qu'elle ressort de la base de données européenne d’occupation biophysique des sols Corine Land Cover (CLC), est marquée par l'importance des forêts et milieux semi-naturels (95,8 % en 2018), en augmentation par rapport à 1990 (86,9 %). La répartition détaillée en 2018 est la suivante : milieux à végétation arbustive et/ou herbacée (65,6 %), forêts (30 %), zones agricoles hétérogènes (4,2 %), espaces ouverts, sans ou avec peu de végétation (0,2 %). L'évolution de l’occupation des sols de la commune et de ses infrastructures peut être observée sur les différentes représentations cartographiques du territoire : la carte de Cassini (XVIIIe siècle), la carte d'état-major (1820-1866) et les cartes ou photos aériennes de l'IGN pour la période actuelle (1950 à aujourd'hui).

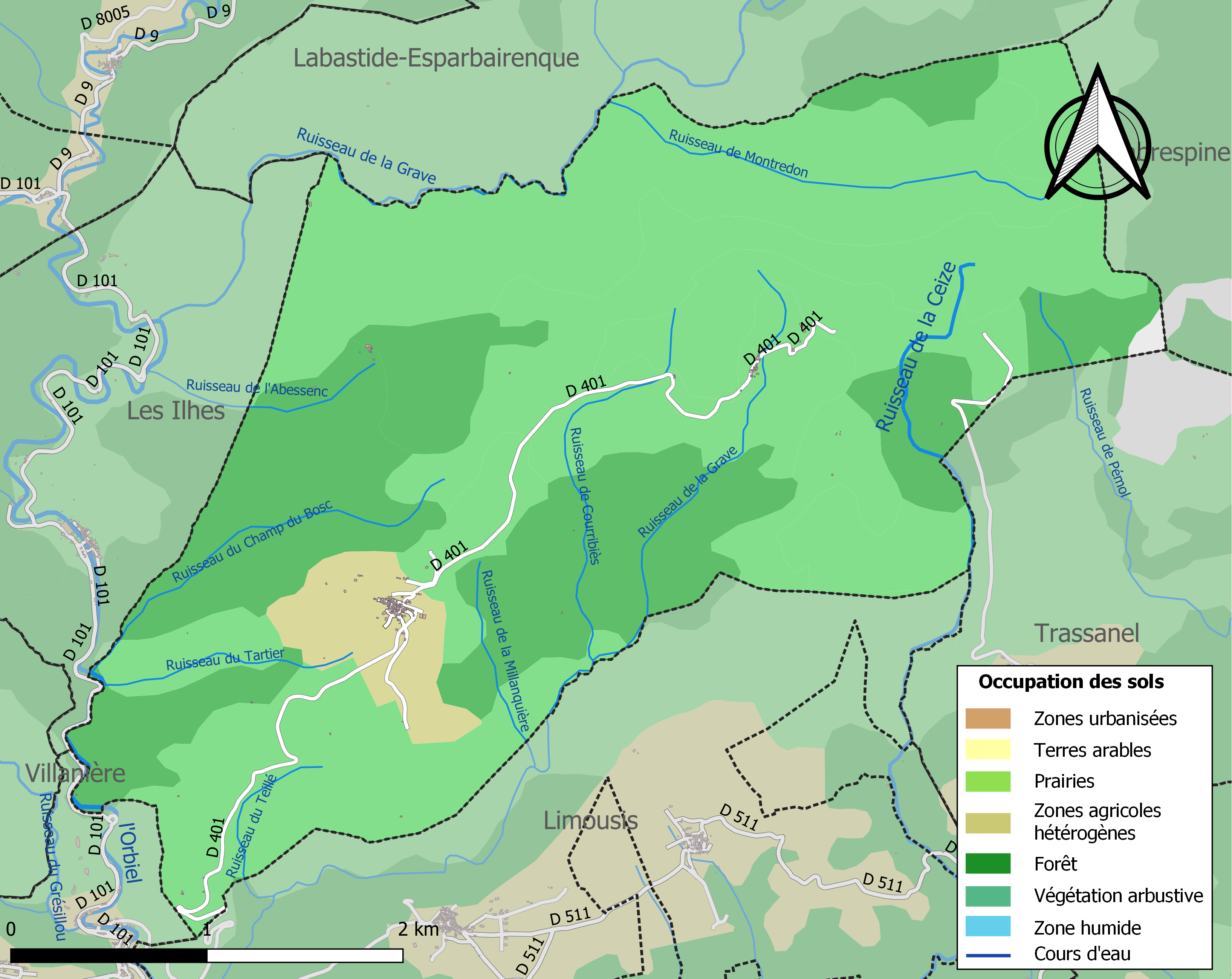
Carte des infrastructures et de l'occupation des sols de la commune en 2018 (CLC).

### Risques majeurs
Le territoire de la commune de Fournes-Cabardès est vulnérable à différents aléas naturels : météorologiques (tempête, orage, neige, grand froid, canicule ou sécheresse), inondations, feux de forêts et séisme (sismicité très faible). Il est également exposé à un risque particulier : le risque de radon. Un site publié par le BRGM permet d'évaluer simplement et rapidement les risques d'un bien localisé soit par son adresse soit par le numéro de sa parcelle.

#### Risques naturels
Certaines parties du territoire communal sont susceptibles d’être affectées par le risque d’inondation par débordement de cours d'eau, notamment l'Orbiel et le ruisseau de la Ceize. La commune a été reconnue en état de catastrophe naturelle au titre des dommages causés par les inondations et coulées de boue survenues en 1982, 1992, 1996, 1999, 2005, 2009, 2017 et 2018,.

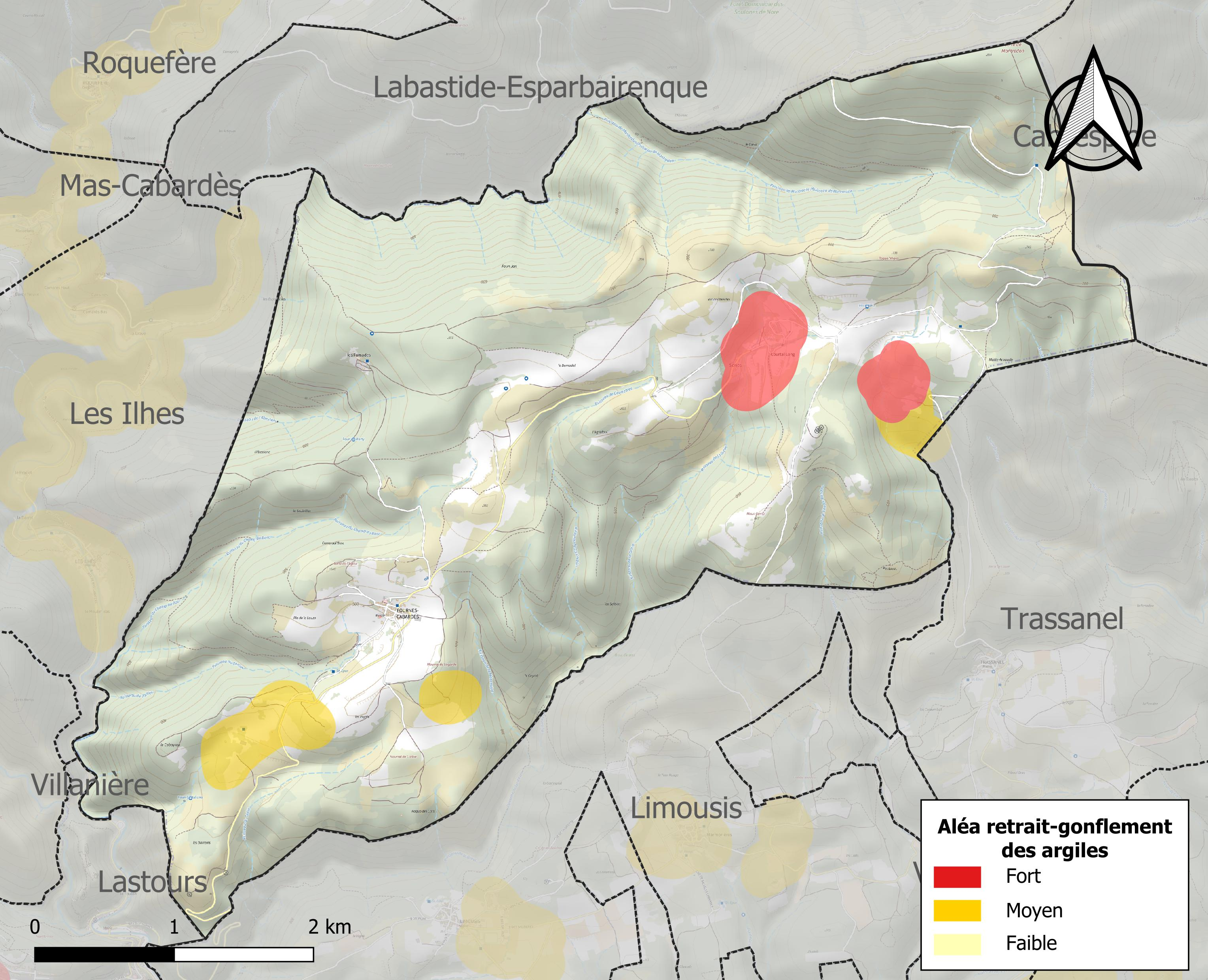
Carte des zones d'aléa retrait-gonflement des sols argileux de Fournes-Cabardès.

Le retrait-gonflement des sols argileux est susceptible d'engendrer des dommages importants aux bâtiments en cas d’alternance de périodes de sécheresse et de pluie. 5,3 % de la superficie communale est en aléa moyen ou fort (75,2 % au niveau départemental et 48,5 % au niveau national). Sur les 46 bâtiments dénombrés sur la commune en 2019, 6 sont en aléa moyen ou fort, soit 13 %, à comparer aux 94 % au niveau départemental et 54 % au niveau national. Une cartographie de l'exposition du territoire national au retrait gonflement des sols argileux est disponible sur le site du BRGM,.

#### Risque particulier
Dans plusieurs parties du territoire national, le radon, accumulé dans certains logements ou autres locaux, peut constituer une source significative d’exposition de la population aux rayonnements ionisants. Certaines communes du département sont concernées par le risque radon à un niveau plus ou moins élevé. Selon la classification de 2018, la commune de Fournes-Cabardès est classée en zone 2, à savoir zone à potentiel radon faible mais sur lesquelles des facteurs géologiques particuliers peuvent faciliter le transfert du radon vers les bâtiments.

## Toponymie
De la forme latine furna, forme féminisée de « four ».
Le nom de Fournes provient des fours des fondeurs antiques ou médiévaux.
En 1948, la commune de Fournes devient Fournes-Cabardès.

## Histoire

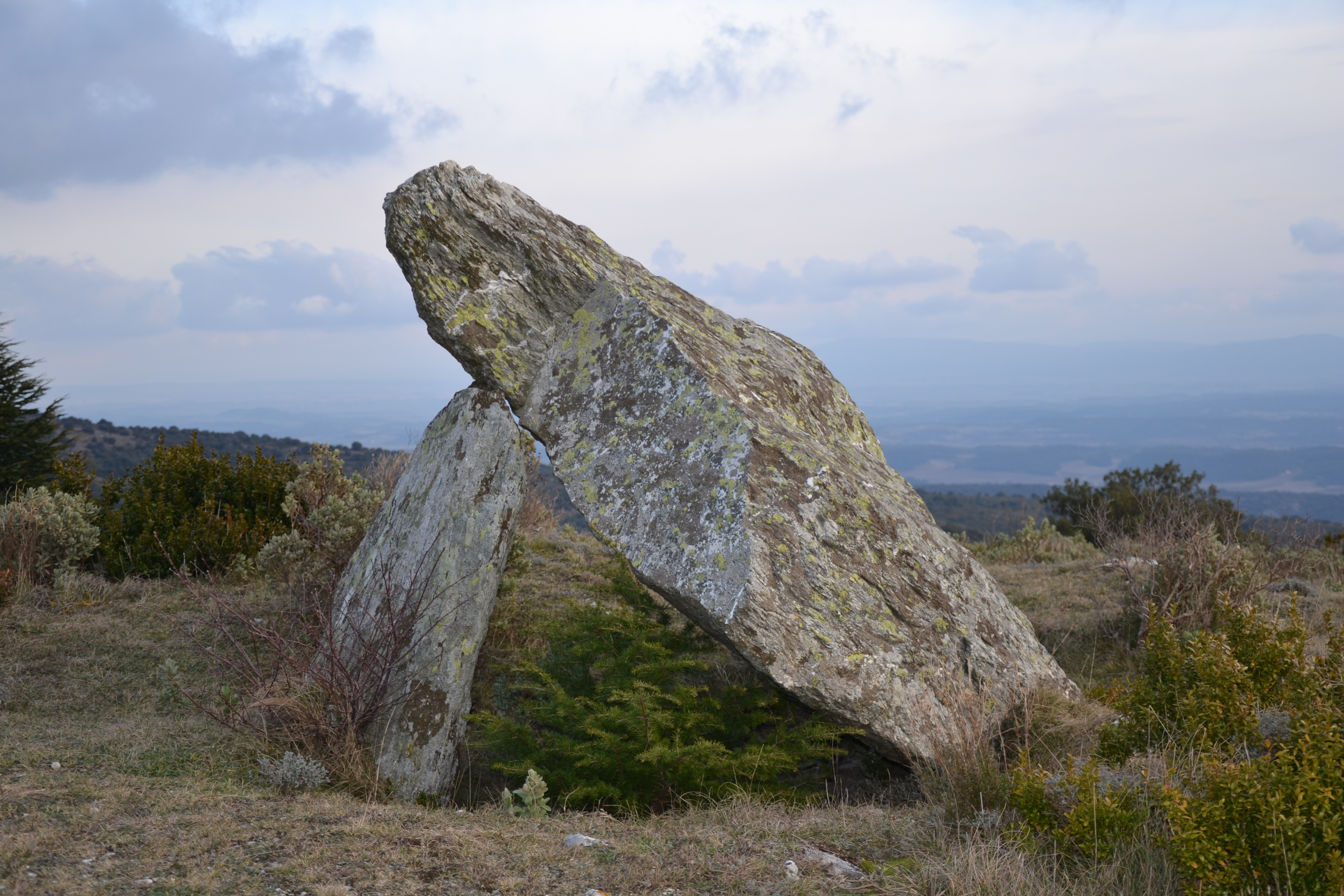
Dolmen de Fournes.

La commune est occupée dès la préhistoire telle que l'attestent les menhirs et dolmens comme la peyra plantada ("pierre plantée"). La création du village remonte à l'antiquité avec l'exploitation minière. Pendant trois siècles, les hommes ont extrait environ 200 000 tonnes de minerai de fer. Les mines ont aussi produit du cuivre et de l'argent.
En 1101, la villa de Fornes fait partie de la seigneurie de Cabardès, puis de la châtellenie royale avec Salsigne, Lastours, Les Ilhes, Villanière et Limousis. En 1260, un castrum est présent sur la commune. Au XIVe siècle, on y cultive la vigne et l'orge. Les tisserands et l'élevage de mouton sont très présents jusqu'au XXe siècle.

## Politique et administration

### Découpage territorial
La commune de Fournes-Cabardès est membre de la communauté de communes de la Montagne noire, un établissement public de coopération intercommunale (EPCI) à fiscalité propre créé le 1er janvier 2014 dont le siège est à Les Ilhes. Ce dernier est par ailleurs membre d'autres groupements intercommunaux.
Sur le plan administratif, elle est rattachée à l'arrondissement de Carcassonne, au département de l'Aude, en tant que circonscription administrative de l'État, et à la région Occitanie.
Sur le plan électoral, elle dépend du canton de la Vallée de l'Orbiel pour l'élection des conseillers départementaux, depuis le redécoupage cantonal de 2014 entré en vigueur en 2015, et de la première circonscription de l'Aude  pour les élections législatives, depuis le redécoupage électoral de 1986.

### Liste des maires
| Période                                  | Période  | Identité    | Étiquette | Qualité |
| ---------------------------------------- | -------- | ----------- | --------- | ------- |
| mars 2001                                | en cours | Guy Chiffre | SE        |         |
| Les données manquantes sont à compléter. |          |             |           |         |

## Population et société

### Démographie
L'évolution du nombre d'habitants est connue à travers les recensements de la population effectués dans la commune depuis 1793. Pour les communes de moins de 10 000 habitants, une enquête de recensement portant sur toute la population est réalisée tous les cinq ans, les populations de référence des années intermédiaires étant quant à elles estimées par interpolation ou extrapolation. Pour la commune, le premier recensement exhaustif entrant dans le cadre du nouveau dispositif a été réalisé en 2007.

En 2022, la commune comptait 52 habitants, en stagnation par rapport à 2016 (Aude : +2,65 %, France hors Mayotte : +2,11 %).
| 1793 | 1800 | 1806 | 1821 | 1831 | 1836 | 1841 | 1846 | 1851 |
| ---- | ---- | ---- | ---- | ---- | ---- | ---- | ---- | ---- |
| 213  | 213  | 227  | 225  | 263  | 250  | 256  | 260  | 253  |

| 1856 | 1861 | 1866 | 1872 | 1876 | 1881 | 1886 | 1891 | 1896 |
| ---- | ---- | ---- | ---- | ---- | ---- | ---- | ---- | ---- |
| 236  | 219  | 218  | 177  | 180  | 184  | 168  | 161  | 144  |

| 1901 | 1906 | 1911 | 1921 | 1926 | 1931 | 1936 | 1946 | 1954 |
| ---- | ---- | ---- | ---- | ---- | ---- | ---- | ---- | ---- |
| 140  | 131  | 141  | 120  | 103  | 105  | 101  | 105  | 87   |

| 1962 | 1968 | 1975 | 1982 | 1990 | 1999 | 2006 | 2007 | 2012 |
| ---- | ---- | ---- | ---- | ---- | ---- | ---- | ---- | ---- |
| 75   | 74   | 64   | 70   | 61   | 49   | 62   | 64   | 56   |

| 2017 | 2022 | - | - | - | - | - | - | - |
| ---- | ---- | - | - | - | - | - | - | - |
| 50   | 52   | - | - | - | - | - | - | - |

## Économie

### Emploi
| Division       | 2008   | 2013   | 2018   |
| -------------- | ------ | ------ | ------ |
| Commune        | 14,6 % | 11,4 % | 14,8 % |
| Département    | 10,2 % | 12,8 % | 12,6 % |
| France entière | 8,3 %  | 10 %   | 10 %   |

En 2018, la population âgée de 15 à 64 ans s'élève à 27 personnes, parmi lesquelles on compte 66,7 % d'actifs (51,9 % ayant un emploi et 14,8 % de chômeurs) et 33,3 % d'inactifs,. Depuis 2008, le taux de chômage communal (au sens du recensement) des 15-64 ans est supérieur à celui de la France et du département.
La commune fait partie de la couronne de l'aire d'attraction de Carcassonne, du fait qu'au moins 15 % des actifs travaillent dans le pôle,. Elle compte 8 emplois en 2018, contre 9 en 2013 et 2 en 2008. Le nombre d'actifs ayant un emploi résidant dans la commune est de 14, soit un indicateur de concentration d'emploi de 57 % et un taux d'activité parmi les 15 ans ou plus de 42,9 %.
Sur ces 14 actifs de 15 ans ou plus ayant un emploi, 5 travaillent dans la commune, soit 36 % des habitants. Pour se rendre au travail, 85,7 % des habitants utilisent un véhicule personnel ou de fonction à quatre roues, 7,1 % s'y rendent en deux-roues, à vélo ou à pied et 7,1 % n'ont pas besoin de transport (travail au domicile).

### Activités hors agriculture
Trois établissements sont implantés  à Fournes-Cabardès au 31 décembre 2019.
Le secteur des activités spécialisées, scientifiques et techniques et des activités de services administratifs et de soutien est prépondérant sur la commune puisqu'il représente 33,3 % du nombre total d'établissements de la commune (1 sur les 3 entreprises implantées  à Fournes-Cabardès), contre 13,3 % au niveau départemental.

### Agriculture
|                                   | 1988 | 2000 | 2010 |
| --------------------------------- | ---- | ---- | ---- |
| Exploitations                     | 13   | 3    | 1    |
| Superficie agricole utilisée (ha) | 171  | 291  | 205  |

La commune fait partie de la petite région agricole dénommée « Région viticole ». En 2010, l'orientation technico-économique de l'agriculture  sur la commune est l'élevage d'ovins et de caprins. Une seule  exploitation agricole ayant son siège dans la commune est recensée lors du recensement agricole de 2010 (douze en 1988). La superficie agricole utilisée est de 205 ha.

## Culture locale et patrimoine

### Lieux et monuments
- La grotte Bleue, nom international pour les barrencs de Fournes[36], est citée comme l'une des dix grottes les plus remarquables au monde pour ses concrétions[37] d'aragonite bleue. C'est également un site archéologique, ancienne mine gallo-romaine de cuivre et de galène argentifère[38].
La mine (avec les châteaux de Lastours) est classée au titre des sites naturels depuis 2010[39].
- Église de l'Assomption de Fournes-Cabardès.

### Héraldique
| Blason de Fournes-Cabardès | Blason  | De sable à la lettre capitale F d'argent.        |
| Blason de Fournes-Cabardès | Détails | Le statut officiel du blason reste à déterminer. |